# Dinosaur (Colorado)
Pour les articles homonymes, voir Dinosaur.
Dinosaur est une ville statutaire située dans le Comté de Moffat, dans l'État du Colorado, aux États-Unis. Elle doit son nom de Dinosaur à la proximité des gisements paléontologiques riches en fossiles de dinosaures du Dinosaur National Monument.

## Démographie
Selon le recensement de 2010, Dinosaur compte 339 habitants. La municipalité s'étend sur 0,78 milles carrés (2,02 km2).
| 1950 | 1960 | 1970 | 1980 | 1990 | 2000 |
| ---- | ---- | ---- | ---- | ---- | ---- |
| 281  | 318  | 247  | 313  | 324  | 314  |

| 2010 | - | - | - | - | - |
| ---- | - | - | - | - | - |
| 339  | - | - | - | - | - |